# 今野貞一
今野 貞一（こんの ていいち、1977年4月24日 - ）は、日本中央競馬会(JRA)・栗東トレーニングセンターに所属する調教師。大阪府出身。

## 来歴
大学時代まで競馬に興味はなかったが、アルバイト先の同僚に乗馬に誘われて馬上での楽しさに目覚める。馬に携わる仕事を探したが、既に20歳を過ぎていたため年齢制限で騎手は断念し、調教助手を目指すようになる。大学卒業後は茨城県のプリンスホースパーク、栃木県の鍋掛牧場でそれぞれ3ヶ月、滋賀県の信楽牧場で4年間働き、2004年にJRA競馬学校厩務員課程に入学。翌2005年に栗東・大久保龍志厩舎の厩務員となり、調教助手も務める。その後、宮本博厩舎の調教助手を経て、2010年12月に挑戦開始から2年目という速さで調教師試験に合格した。
調教師試験合格後は角居勝彦厩舎で技術調教師として経験を積み、2012年3月に厩舎を開業。同年3月31日の阪神7レースをマルカプレジオで勝利し、初出走から9戦目でJRA初勝利を挙げた。
2014年の阪神ジュベナイルフィリーズにはロカを出走させ、厩舎初のGI出走ながら1番人気に推されたが、大きな出遅れが響いて8着に敗れた。

## 調教師成績

### 概要
|            | 日付           | 競馬場・開催   | 競走名                     | 馬名             | 頭数 | 人気 | 着順 |
| ---------- | -------------- | -------------- | -------------------------- | ---------------- | ---- | ---- | ---- |
| 初出走     | 2012年3月3日   | 1回阪神3日9R   | 吹田特別                   | ローレルレガリス | 16頭 | 11   | 15着 |
| 初勝利     | 2012年3月31日  | 2回阪神3日7R   | 4歳上500万下               | マルカプレジオ   | 10頭 | 1    | 1着  |
| 重賞初出走 | 2012年3月17日  | 1回中京5日11R  | ファルコンステークス       | ローレルブレット | 18頭 | 5    | 5着  |
| 重賞初勝利 | 2022年10月20日 | 14回門別3日11R | エーデルワイス賞           | マルカラピッド   | 16頭 | 4    | 1着  |
| GI初出走   | 2014年12月14日 | 5回阪神4日11R  | 阪神ジュベナイルフィリーズ | ロカ             | 18頭 | 1    | 8着  |
| GI初勝利   |                |                |                            |                  |      |      |      |

### 主な管理馬
- マルカラピッド（2022年エーデルワイス賞）[7]
- エキサイトバイオ（2025年ラジオNIKKEI賞）
- ドンインザムード（2025年レパードステークス）

### 年度別成績
今野貞一の年度別成績（netkeiba.com）を参照